# Mino (Kleidung)

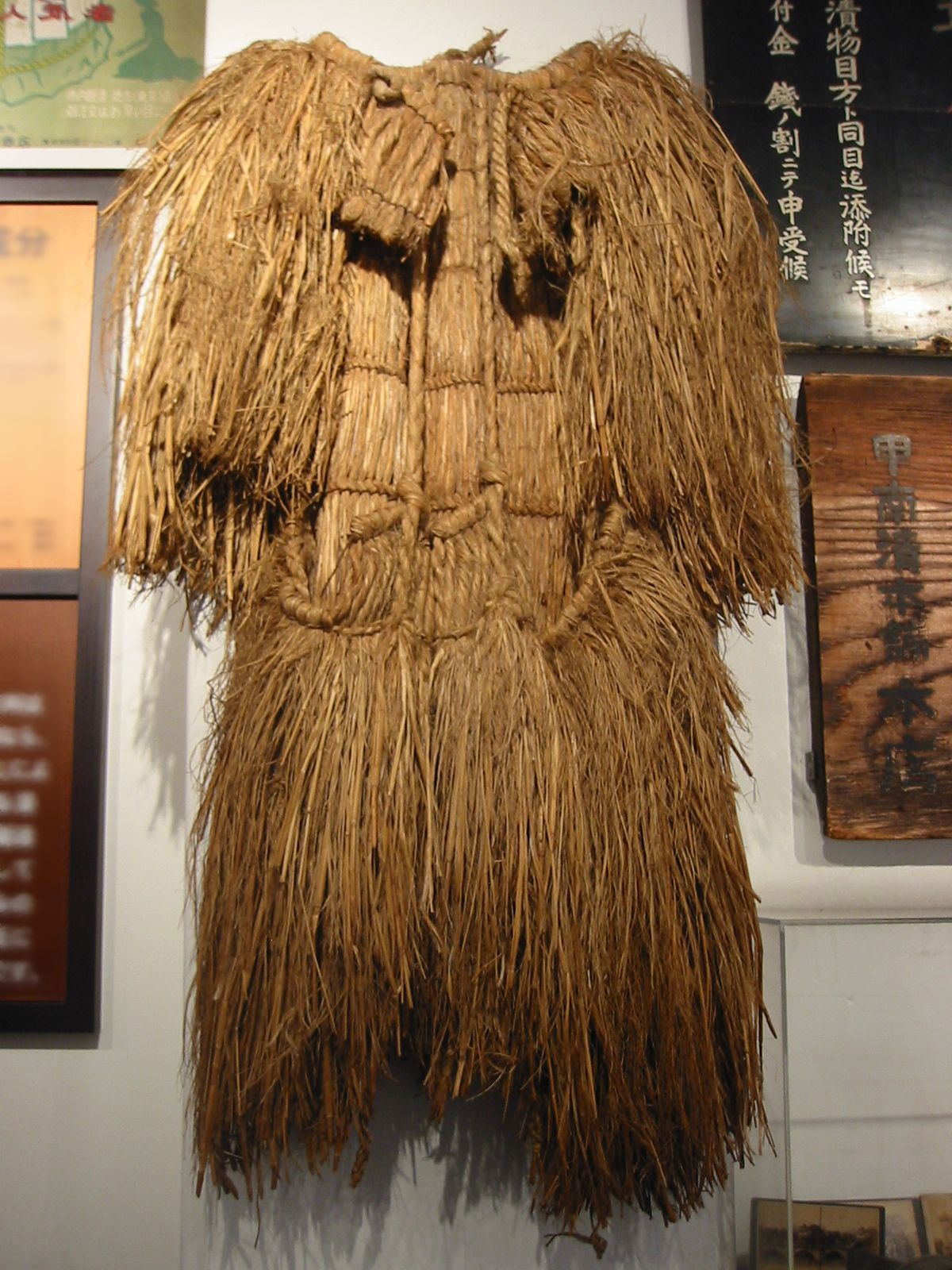
Ein traditioneller Mino, lange Form.

Der Mino (蓑; „Umhang“, auch: „Mantel“) ist ein traditioneller Regen- und Reisemantel der japanischen Kultur. Er gilt in der Moderne, neben Geta, Reishut und Zōri als „das japanische Kleidungsstück“ schlechthin.

## Beschreibung
Der Mino besteht aus geflochtenem Stroh, das durch Grasschnüre zusammengehalten wird. Das Stroh kann von verschiedenen Pflanzenarten stammen, am häufigsten wird Wilder Reis (Oryza sativa) verwendet. Für die Schnüre werden Hanf (Cannabis sativa), Brennnessel (Urtica dioica) und/oder Flachsfaser genutzt. Es liegen drei Versionen des Mino vor: eine Art Obermantel, die nur den Oberkörper schützt, eine Art von Rock, die nur Unterleib und Beine bedeckt und ein Ganzkörper-Mino. Eine Sonderform des Mino ist der Kechō-Mino (化鳥蓑; „Mantel mit Kapuze“), der noch eine Art Regenkappe besitzt. Dieser Strohmantel muss allerdings durch einen Kopfreif namens Bōshi (帽子) befestigt werden.

## Geschichte
Der Mino kann sicher bis in die Heian-Zeit (frühes 12. Jahrhundert) zurückverfolgt werden, mag aber schon viel länger in Gebrauch gewesen sein. Er wurde zunächst vornehmlich von Bauern, Feldarbeitern und Boten getragen. Er wurde wohl sehr schnell populär, weil das Material gewissermaßen überall wuchs, er war außerdem billig, da speziell das Reisstroh als Nebenprodukt bei der Reisernte zurückblieb und außerdem wog er fast nichts. Richtig getrocknet und verwoben ist Reisstroh zuverlässig wasserabweisend und hält Schnee und leichten Hagel ab. Etwa ab dem 13. Jahrhundert entdeckte die kaiserliche Armee den Mino für sich. Er avancierte zum beliebten Reisemantel der Söldner und Samurai. Aufgrund seiner natürlichen Farbe und Textur kann ein Mino nicht nur als Rüstungsfutter, sondern auch als Tarnkleidung in Reisfeldern und Grasdickichten dienen. Einziger Nachteil des Mino ist seine hohe Flammbarkeit. Mit der Einführung synthetischer Textilien im 20. Jahrhundert geriet der Mino bald aus der Mode. Heute wird er nur noch selten in ländlichen Regionen oder im traditionellen Kabuki- und Nō-Theater getragen.

## Kurioses
Dem japanischen Volksglauben nach können Mino, die von Bauern getragen wurden, die ihrerseits bei der Arbeit starben, von Geistern beseelt werden und sich in sogenannte Tsukumogami („Artefakt-Geister“) namens Mino-waraji verwandeln. Sie sollen dann in Reisfluren und Bambushainen umherwandeln. Dieser Aberglaube ist besonders in den Präfekturen Edo, Aichi und Gifu verbreitet.